# Kayalıpınar (Yıldızeli)
Kayalıpınar ist ein Dorf im Bezirk Yıldızeli der türkischen Provinz Sivas. Der Ort liegt etwa 30 Kilometer südlich des Bezirkszentrums und 40 Kilometer südwestlich der Provinzhauptstadt Sivas. Er ist über eine Landstraße mit der sieben Kilometer östlich verlaufenden Fernstraße D-651 verbunden, die im Norden auf die E 80 stößt, die Yıldızeli mit Sivas verbindet. Etwa einen Kilometer südlich des Ortes fließt von Osten nach Westen der Kızılırmak, der längste Fluss der Türkei. Südlich liegt der Berg Büyükaygır Tepesi (1833 m) und nördlich der Tombulca Tepesi (1875 m)
Etwa zwei Kilometer östlich des Dorfes liegt der gleichnamige Siedlungshügel Kayalıpınar, der wahrscheinlich die hethitische Stadt Šamuḫa birgt.